# مدار ۸۰ درجه شمالی
مدار ۸۰ درجه شمالی، دایره‌ای از عرض جغرافیایی است که در ۸۰ درجهٔ شمالی خط استوا  قرار دارد.

## گذر از مناطق
از نصف‌النهار مبدأ شروع می‌شود و به سمت مشرق ۸۰ درجه شمالی از موارد زیر گذر می‌کند:
| مختصات‌ها                                             | کشور، قلمرو یا دریا | توضیحات                                                                                          |
| ---------------------------------------------------- | ------------------- | ------------------------------------------------------------------------------------------------ |
| ۸۰°۰′ شمالی ۰°۰′ شرقی / ۸۰٫۰۰۰°شمالی ۰٫۰۰۰°شرقی      | اقیانوس اطلس        | دریای گرینلند                                                                                    |
| ۸۰°۰′ شمالی ۱۵°۵۸′ شرقی / ۸۰٫۰۰۰°شمالی ۱۵٫۹۶۷°شرقی   | نروژ                | سوالبارد - جزیرهٔ اسپیتس‌برگن                                                                      |
| ۸۰°۰′ شمالی ۱۶°۳۳′ شرقی / ۸۰٫۰۰۰°شمالی ۱۶٫۵۵۰°شرقی   | اقیانوس اطلس        | دریای گرینلند                                                                                    |
| ۸۰°۰′ شمالی ۱۸°۳۸′ شرقی / ۸۰٫۰۰۰°شمالی ۱۸٫۶۳۳°شرقی   | نروژ                | سوالبارد - جزیرهٔ Nordaustlandet                                                                  |
| ۸۰°۰′ شمالی ۲۷°۱۰′ شرقی / ۸۰٫۰۰۰°شمالی ۲۷٫۱۶۷°شرقی   | دریای بارنتز        | گذرکردن از جنوب جزیرهٔ Storøya و Kvitøya, سوالبارد, نروژ · گذرکردن از جنوب Victoria Island, روسیه |
| ۸۰°۰′ شمالی ۵۰°۳۴′ شرقی / ۸۰٫۰۰۰°شمالی ۵۰٫۵۶۷°شرقی   | روسیه               | مجمع‌الجزایر فرانز جوزف - Northbrook Island                                                       |
| ۸۰°۰′ شمالی ۵۱°۱۲′ شرقی / ۸۰٫۰۰۰°شمالی ۵۱٫۲۰۰°شرقی   | دریای بارنتز        |                                                                                                  |
| ۸۰°۰′ شمالی ۵۸°۴۷′ شرقی / ۸۰٫۰۰۰°شمالی ۵۸٫۷۸۳°شرقی   | روسیه               | مجمع‌الجزایر فرانز جوزف - Salm Island                                                             |
| ۸۰°۰′ شمالی ۶۰°۰′ شرقی / ۸۰٫۰۰۰°شمالی ۶۰٫۰۰۰°شرقی    | دریای بارنتز        |                                                                                                  |
| ۸۰°۰′ شمالی ۶۶°۱۳′ شرقی / ۸۰٫۰۰۰°شمالی ۶۶٫۲۱۷°شرقی   | دریای کارا          |                                                                                                  |
| ۸۰°۰′ شمالی ۹۱°۱۸′ شرقی / ۸۰٫۰۰۰°شمالی ۹۱٫۳۰۰°شرقی   | روسیه               | سورنایا زملیا - Pioneer Island و October Revolution Island                                       |
| ۸۰°۰′ شمالی ۹۹°۲۰′ شرقی / ۸۰٫۰۰۰°شمالی ۹۹٫۳۳۳°شرقی   | دریای لاپتف         |                                                                                                  |
| ۸۰°۰′ شمالی ۱۰۵°۴۰′ شرقی / ۸۰٫۰۰۰°شمالی ۱۰۵٫۶۶۷°شرقی | اقیانوس منجمد شمالی |                                                                                                  |
| ۸۰°۰′ شمالی ۱۰۰°۹′ غربی / ۸۰٫۰۰۰°شمالی ۱۰۰٫۱۵۰°غربی  | کانادا              | نوناووت - Meighen Island                                                                         |
| ۸۰°۰′ شمالی ۹۸°۴۵′ غربی / ۸۰٫۰۰۰°شمالی ۹۸٫۷۵۰°غربی   | Sverdrup Channel    |                                                                                                  |
| ۸۰°۰′ شمالی ۹۶°۳۷′ غربی / ۸۰٫۰۰۰°شمالی ۹۶٫۶۱۷°غربی   | کانادا              | نوناووت - جزیره اکسل هایبرگ                                                                      |
| ۸۰°۰′ شمالی ۸۷°۹′ غربی / ۸۰٫۰۰۰°شمالی ۸۷٫۱۵۰°غربی    | Eureka Sound        |                                                                                                  |
| ۸۰°۰′ شمالی ۸۶°۱۲′ غربی / ۸۰٫۰۰۰°شمالی ۸۶٫۲۰۰°غربی   | کانادا              | نوناووت - Fosheim Peninsula, جزیره الزمیر                                                        |
| ۸۰°۰′ شمالی ۸۲°۴۴′ غربی / ۸۰٫۰۰۰°شمالی ۸۲٫۷۳۳°غربی   | Cañon Fiord         |                                                                                                  |
| ۸۰°۰′ شمالی ۸۲°۱′ غربی / ۸۰٫۰۰۰°شمالی ۸۲٫۰۱۷°غربی    | کانادا              | نوناووت - جزیره الزمیر                                                                           |
| ۸۰°۰′ شمالی ۷۰°۴۰′ غربی / ۸۰٫۰۰۰°شمالی ۷۰٫۶۶۷°غربی   | Nares Strait        |                                                                                                  |
| ۸۰°۰′ شمالی ۶۵°۳′ غربی / ۸۰٫۰۰۰°شمالی ۶۵٫۰۵۰°غربی    | گرینلند             |                                                                                                  |
| ۸۰°۰′ شمالی ۱۷°۹′ غربی / ۸۰٫۰۰۰°شمالی ۱۷٫۱۵۰°غربی    | اقیانوس اطلس        | دریای گرینلند                                                                                    |